# Таинственный сад (фильм, 1987)
«Таинственный сад» (англ. The Secret Garden) — американский телефильм режиссёра Алана Гринта, вышедший в 1987 году. Экранизация произведения Фрэнсис Элизы Бёрнетт «Таинственный сад». Лента получила премию «Эмми» в номинации «Лучшая детская программа».

## Сюжет
Действие происходит на рубеже XIX и XX веков. Мэри Леннокс жила вместе со своими родителями в Индии. Её родители заболели чумой и девочка осталась сиротой. Мэри забирает жить к себе в Великобританию друг семьи Арчибальд Крэйвен. Теперь Мэри живёт в его мрачном особняке. Рядом с домом также есть странный сад, по ночам там слышны крики. С этим садом связана какая-то тайна.
Арчибальд тоже довольно странный, хотя он и добрый, видимо он от чего-то страдает. Мэри знакомится с местным мальчиком Диконом и сыном хозяина дома Колином. Вместе дети пытаются разгадать загадку таинственного сада и помочь Арчибальду преодолеть свою печаль.

## В ролях
- Дженни Джеймс — Мэри Леннокс
- Джэдриен Стил — Колин Крэйвен
- Баррет Оливер — Дикон Соуэрби
- Майкл Хордерн — Бен Уэзерстафф
- Билли Уайтлоу — миссис Медлок
- Дерек Джекоби — Арчибальд Крэйвен
- Кэсси Стюарт — Марта Соуэрби
- Джулиан Гловер — полковник Макгроу
- Люси Гаттеридж — миссис Леннокс
- Стивен Диллейн — капитан Леннокс
- Ирина Брук — взрослая Мэри Леннокс
- Колин Ферт — взрослый Колин Крэйвен